# Nature Reviews Gastroenterology & Hepatology
Nature Reviews Gastroenterology & Hepatology è una rivista medica sottoposta a revisione paritaria e pubblicata dalla Nature Portfolio. È stata fondata nel 2004 col nome di Nature Clinical Practice Gastroenterology & Hepatology e ha ottenuto il titolo attuale nell'aprile 2009.
La caporedattrice è Katrina Ray.

## Perimetro editoriale
Il contenuto include articoli editoriali e di opinione, punti salienti della letteratura attuale, commenti sull'applicazione della ricerca recente alla cura pratica dei pazienti, articoli di revisione e casi di studio, includendo i seguenti temi: patologia, diagnosi e trattamento delle malattie del tratto gastrointestinale, del fegato, del pancreas, della cistifellea e del tratto biliare, come disturbi gastrointestinali funzionali, malattie infiammatorie, tumori, infezioni e disturbi nutrizionali.

## Indicizzazione
Gli abstract e gli articoli della rivista sono indicizzati da:
- Index Medicus/MEDLINE
- PubMed
- EMBASE/Excerpta Medica
- Science Citation Index Expanded[6]
- Current Contents/Clinical Medicine
- CINAHL
- CAB Abstracts
- Chemical Abstracts Service
- Scopus[7]

Secondo il Journal Citation Reports, la rivista ha ricevuto un fattore di impatto per il 2021 pari a 73,082, collocandosi al primo posto fra 93 titoli nella categoria "Gastroenterologia ed epatologia".